# Championnats de France d'athlétisme en salle 2005
Navigation
Édition précédente Édition suivante
Les Championnats de France d'athlétisme en salle 2005 ont eu lieu du 18 au 20 février 2005 au Stade couvert régional de Liévin.

## Palmarès
| Discipline       | Hommes             | Hommes         | Femmes                 | Femmes         |
| ---------------- | ------------------ | -------------- | ---------------------- | -------------- |
| 60 m             | Ronald Pognon      | 6 s 55         | Christine Arron        | 7 s 13         |
| 200 m            | Idrissa M'Barke    | 21 s 14        | Fabé Dia               | 23 s 42        |
| 400 m            | Leslie Djhone      | 46 s 33        | Phara Anacharsis       | 53 s 07        |
| 800 m            | Nicolas Aissat     | 1 min 49 s 39  | Lætitia Valdonado      | 2 min 4 s 68   |
| 1 500 m          | Mokhtar Benhari    | 3 min 44 s 21  | Hind Dehiba            | 4 min 14 s 70  |
| 3 000 m          | Vincent Le Dauphin | 8 min 2 s 28   | Maria Martins          | 9 min 17 s 36  |
| 60 m haies       | Ladji Doucouré     | 7 s 56         | Reina-Flor Okori       | 8 s 07         |
| Saut en hauteur  | Mustapha Raifak    | 2,18 m         | Melanie Skotnik        | 1,88 m         |
| Saut à la perche | Vincent Favretto   | 5,50 m         | Vanessa Boslak         | 4,30 m         |
| Saut en longueur | Salim Sdiri        | 8,24 m         | Élysée Vesanes         | 6,24 m         |
| Triple saut      | Julien Kapek       | 16,44 m        | Teresa Nzola Meso      | 13,86 m        |
| Lancer du poids  | Gaëtan Bucki       | 19,69 m        | Laurence Manfredi      | 17,40 m        |
| 3 000 m marche   | -                  | -              | Fatiha Ouali           | 12 min 46 s 69 |
| 5 000 m marche   | Denis Langlois     | 19 min 55 s 09 | -                      | -              |
| Pentathlon       | -                  | -              | Antoinette Nana Djimou | 4 196 pts      |
| Heptathlon       | Laurent Hernu      | 5 866 pts      | -                      | -              |